# Соціал-демократія Королівства Польського і Литви
Соціал-демократія Королівства Польського і Литви (СДКПіЛ) (пол. Socjaldemokracja Królestwa Polskiego i Litwy) — соціал-демократична марксистська політична партія, заснована у липні 1893 року. Основу партії становили Союз польських робітників члени партії «Другий Пролетаріат».

## Історія
На першому з'їзді партії, що відбувався у Варшаві в березні 1894 року, партія заявила про необхідність боротьби за соціалізм, за встановлення влади пролетаріату й висунула як програму-мінімум боротьбу за повалення царизму та завоювання політичних і економічних свобод. У програмних документах партії знайшли відображення концепції Рози Люксембург.
На другому з'їзді в серпні 1900 року за ініціативою Фелікса Дзержинського відбулось об'єднання з представниками литовського робітничого руху в єдину СДКПіЛ.
Під час Першої російської революції СДКПіЛ налічувала близько 30 тисяч членів і поряд із ППС була однією з основних революційних сил у Польщі та Литві. До 1905 року СДКПіЛ не підтримувала терор, але з початком революції почала застосовувати його як «тактичний» засіб.
У квітні 1906 року СДКПіЛ вступила до лав РСДРП як самостійна організація. Представники СДКПіЛ (45 делегатів з правом голосу) брали участь у роботі Лондонського з'їзду РСДРП 1907 року.
Внаслідок розбіжностей у питаннях тактики у грудні 1911 року СДКПіЛ розділилась на «зажондовців» (Якуб Ганецький) — прибічників Головного управління, яке перебувало за кордоном, і «розламовців» (Вінценти Матушевський). Розламовці (в основному варшавська й лодзинська організації) тісно співпрацювали з більшовиками, схвалили рішення Празької конференції РСДРП (1912), брали участь у Поронінській нараді ЦК РСДРП (1913).
Під час Першої світової війни СДКПіЛ перебувала на «інтернаціоналістських позиціях». 1916 року «розламовці» та «зажондовці» знову об'єднались в одну партію.
СДКПіЛ підтримала Жовтневий переворот у Росії. Низка партійних функціонерів, зокрема Фелікс Дзержинський, Броніслав Весоловський, Юліан Ленський та інші, взяли безпосередню участь у формуванні більшовицького уряду та створенні Радянської держави, а потім і в громадянській війні на боці більшовиків.
Лідери СДКПіЛ — Роза Люксембург, Юліан Мархлевський, Ян Тишка й інші — брали участь у німецькому робітничому русі, в організації Компартії Німеччини.
Під керівництвом СДКПіЛ 1918 року в Польщі було створено понад 100 Рад робітничих депутатів. У грудні 1918 на об'єднувальному з'їзді СДКПіЛ і Польської соціалістичної партії-«лівиці» (ППС — лівиця) було засновано Компартію Польщі.